# Johrenia
Johrenia es un género de plantas herbáceas perteneciente a la familia de las apiáceas.  Comprende 39 especies descritas.

## Taxonomía
El género fue descrito por Augustin Pyrame de Candolle y publicado en Collection de mémoires 5: 54. 1829. La especie tipo es: Johrenia dichotoma DC. 				

## Algunas especies
A continuación se brinda un listado de las especies del género Johrenia aceptadas hasta septiembre de 2012, ordenadas alfabéticamente. Para cada una se indica el nombre binomial seguido del autor, abreviado según las convenciones y usos.
- Johrenia alpina Fenzl
- Johrenia araliastrum Sessé & Moc.
- Johrenia aromatica Rech.f.
- Johrenia aurea Boiss. & Balansa
- Johrenia berytea Boiss. & Hausskn.
- Johrenia candollei Boiss.